# I Husbukkens tegn
I Husbukkens tegn är ett musikalbum med Øystein Sunde, utgivet som LP och kassett 1984. Albumet återutgavs av Tomato Records 1986 dom LP, kassett och CD, och av Spinner Records 2003.

## Låtlista
Sida 1
1. "Bleieskiftarbeider" – 3:06
2. "I Husbukkens tegn" – 4:26
3. "Humlens flukt" (Nikolaj Rimskij-Korsakov) – 2:07
4. "Vi pusser opp på badet (sjarmør i pels nr. 2)" – 3:00
5. "Bruktbilsamba" – 3:10
6. "Jeg er min egen bestefar" ("I'm My Own Grandpa" – Dwight Latham/Moe Jaffe) – 2:44

Sida 2
1. "Syk '84" (Trond-Viggo Torgersen/Øystein Sunde) – 2:54
2. "Påsketur" – 3:02
3. "Gourmetsangen" – 2:46
4. "Mesterkokken" – 2:12
5. "Klå" ("The Claw" – Jerry Reed) – 2:17
6. "Pendler'n" – 3:44

- Alla låtar skrivna av Øystein Sunde där inget annat anges.

## Medverkande
Musiker
- Øystein Sunde – sång, körsång, gitarr, banjo
- Pete Knutsen – gitarr, synthesizer, piano
- Terje Methi – basgitarr
- Helge Iberg, Lasse Hafreager – piano
- Thor Andreassen – trummor
- Terje Lillegård Jensen (Jonas Fjeld) – dragspel (på "Mesterkokken"), rytmgitarr (på "Pendler'n")
- Pål Reinertsen – basgitarr (på "Mesterkokken")
- Brynjulf Blix – synthesizer (på "Syk '84")
- Ole Edvard Antonsen, Jens Petter Antonsen – trumpet (på "Syk '84")
- Tom Berg – saxofon (på "Syk '84")
- Runar Tafjord – valthorn (på "Syk '84")
- Harald Halvorsen – trombon (på "Syk '84")
- Per Hillestad – trummor (på "Bleieskiftarbeider", "Påsketur", "Mesterkokken" och "Pendler'n")
- Hege Schøyen – sång, prat (på "Syk '84" och "Gourmetsangen"), körsång (på "Bleieskiftarbeider")
- Kari Gjærum – körsång (på "Bleieskiftarbeider")
- Shari Gerber Nilsen – körsång (på "Pendler'n")
- Arild Stav, Einar Hagerup – ljuddeffekter (på "Bruktbilsamba")

Produktion
- Øystein Sunde – musikproducent
- Johnny Sareussen – musikproducent
- Inge Holst Jacobsen, Tore Tambs Lyche – ljudtekniker
- Knut Harlem – omslagsdesign